# Let’s Dance/Staffel 8
Die achte Staffel der Live-Tanzshow Let’s Dance begann am 13. März 2015, wie es der Sender zuvor am 30. Januar angekündigt hatte, und lief bis 5. Juni 2015. Erstmals nahmen 14 Tanzpaare am Wettbewerb teil.

## Die Show
In der zweiten Show vergab Joachim Llambi −1 Punkt an Cora Schumacher. Diese nicht regelgerechte Wertung wurde als 1 Punkt behandelt, wodurch sich zusammen mit je 3 Punkten von Motsi Mabuse und Jorge González die Gesamtwertung von 7 Punkten ergab.
Wie bereits in Staffel 5 war ein Abend allein von Freestyle-Programmen bestimmt. Diese standen nun unter dem Motto „Idole“, was sich nicht zwingend auf den oder die von den Kandidaten selbstgewählten Interpreten der Musiktitel beziehen musste.
Ähnlich dem Dance-off im Halbfinale der sechsten Staffel wurden die Tanzduelle in Sendung 9 gestaltet, in denen sich jeweils zwei der verbliebenen Kandidaten im direkten Vergleich miteinander maßen. Dabei wurde zeitgleich derselbe Tanzstil mit gemeinsamer, teilweise synchroner Choreografie und individueller Solo-Teile beider Paare präsentiert, konzipiert von den jeweiligen Profitänzern. In diesem Rahmen wurde nach fünf Jahren auch erstmals wieder Rock ’n’ Roll getanzt.
Im Halbfinale sollten die Paare erstmals einen Tanz improvisieren, denn Tanzstil und Musiktitel wurden erst in der laufenden Show verkündet. Anschließend hatten alle Teilnehmer jeweils 20 Minuten Zeit, in einem separaten Probenraum eine etwa einminütige Choreografie zu erarbeiten, die sie direkt im Anschluss präsentieren mussten. Die Aufgaben wurden aus dem Pool von zehn im Laufe der Staffel bereits dargebotenen Tänzen ausgewählt.
Aufgrund eines grippalen Infektes und des daraus resultierenden Sportverbots musste Ralf Bauer den Wettbewerb nach der siebten Show unfreiwillig verlassen. Katja Burkard, die einige Tage zuvor ausgeschieden war, und ihr Tanzpartner Paul Lorenz erhielten dadurch eine neue Chance.
Aufgrund der Erweiterung auf 14 Tanzpaare entschieden erstmals nach der zweiten Staffel wieder drei Teilnehmer das Finale unter sich, wobei sich Ekaterina Leonova beim letzten Tanz verletzte.

## Kandidaten
| Platz | Kandidat           | Profitänzer       |
| ----- | ------------------ | ----------------- |
| 01    | Hans Sarpei        | Kathrin Menzinger |
| 02    | Minh-Khai Phan-Thi | Massimo Sinató    |
| 03    | Matthias Steiner   | Ekaterina Leonova |
| 04    | Enissa Amani       | Christian Polanc  |
| 05    | Thomas Drechsel    | Regina Murtasina  |
| 06    | Daniel Küblböck    | Otlile Mabuse     |
| 07    | Katja Burkard      | Paul Lorenz       |
| 08    | Ralf Bauer         | Oana Nechiti      |
| 09    | Beatrice Richter   | Vadim Garbuzov    |
| 10    | Detlef Steves      | Isabel Edvardsson |
| 11    | Miloš Vuković      | Cathrin Hissnauer |
| 12    | Panagiota Petridou | Sergiu Luca       |
| 13    | Cora Schumacher    | Erich Klann       |
| 14    | Cathy Fischer      | Marius Iepure     |

## Tänze
| Show                         | Datum          | Tänze in der Show |
| ---------------------------- | -------------- | --- |
| 1. Show                      | 13. März 2015  | Cha-Cha-Cha, Quickstepp oder Langsamer Walzer |
| 2. Show                      | 20. März 2015  | Jive, Rumba oder Slowfox |
| 3. Show – 80er-Jahre-Special | 27. März 2015  | Paso Doble, Cha-Cha-Cha, Contemporary Dance, Rumba, Quickstepp, Tango oder Slowfox                                                                                               |
| 4. Show                      | 10. April 2015 | Quickstepp, Rumba, Salsa, Hip-Hop, Cha-Cha-Cha, Tango oder Paso Doble |
| 5. Show – Musical-Special    | 17. April 2015 | Salsa, Langsamer Walzer, Jive, Paso Doble, Cha-Cha-Cha, Slowfox oder Rumba |
| 6. Show                      | 24. April 2015 | Salsa, Paso Doble, Samba, Tango, Hip-Hop oder Rumba |
| 7. Show                      | 01. Mai 2015   | Freestyle-Programme |
| 8. Show                      | 08. Mai 2015   | Einer der noch nicht gezeigten Tänze (Samba, Quickstepp, Jive, Paso Doble, Tango, Slowfox, Hip-Hop), sowie ein Discofox-Marathon aller sieben Paare                              |
| 9. Show                      | 15. Mai 2015   | Einer der noch nicht gezeigten Tänze (Hip-Hop, Tango, Cha-Cha-Cha, Paso Doble, Contemporary Dance, Langsamer Walzer), sowie Tanzduelle (Charleston, Rock’n’Roll, Bollywood)      |
| 10. Show                     | 22. Mai 2015   | Zwei der noch nicht gezeigten Tänze (Quickstepp, Hip-Hop, Cha-Cha-Cha, Langsamer Walzer, Samba, Jive, Contemporary Dance)                                                        |
| 11. Show – Halbfinale        | 29. Mai 2015   | Zwei der noch nicht gezeigten Tänze (Quickstepp, Salsa, Tango, Samba, Langsamer Walzer, Hip-Hop, Contemporary Dance, Paso Doble), sowie improvisierte Tänze (Cha-Cha-Cha, Rumba) |
| 12. Show – Finale            | 05. Juni 2015  | Jurytanz, Lieblingstanz sowie ein Freestyle |

## Ergebnisse
| Paar                                 | Platz | Letzter Tanz                        | 1  | 2  | 3  | 4  | 5  | 6  | 7  | 8 1    | 9        | 10       | 11          | 12          | ø je Tanz |
| ------------------------------------ | ----- | ----------------------------------- | -- | -- | -- | -- | -- | -- | -- | ------ | -------- | -------- | ----------- | ----------- | --------- |
| Hans Sarpei & Kathrin Menzinger      | 1     | Samba, Hip-Hop, Freestyle           | 21 | 23 | 26 | 26 | 24 | 13 | 28 | 21+3   | 48 25+23 | 52 24+28 | 83 26+29+28 | 82 24+29+29 | 24,83     |
| Minh-Khai Phan-Thi & Massimo Sinató  | 2     | Quickstepp, Contemporary, Freestyle | 16 | 25 | 30 | 25 | 23 | 28 | 29 | 20+2   | 41 16+25 | 52 27+25 | 79 25+26+28 | 85 25+30+30 | 25,17     |
| Matthias Steiner & Ekaterina Leonova | 3     | Salsa, Quickstepp, Freestyle        | 13 | 17 | 21 | 15 | 20 | 13 | 25 | 27+1   | 37 17+20 | 28 14+14 | 78 24+28+26 | 76 23+29+24 | 20,56     |
| Enissa Amani & Christian Polanc      | 4     | Quickstepp, Hip-Hop, Cha-Cha-Cha    | 21 | 23 | 19 | 27 | 23 | 19 | 19 | 29+4   | 51 24+27 | 58 29+29 | 65 21+22+22 |             | 23,60     |
| Thomas Drechsel & Regina Murtasina   | 5     | Hip-Hop, Quickstepp                 | 16 | 13 | 19 | 23 | 28 | 11 | 25 | 15+8   | 43 25+18 | 31 17+14 |             |             | 18,67     |
| Daniel Küblböck & Otlile Mabuse      | 6     | Tango, Rock’n’Roll                  | 15 | 16 | 20 | 12 | 14 | 19 | 19 | 19+10  | 31 14+17 |          |             |             | 16,50     |
| Katja Burkard & Paul Lorenz          | 7     | Hip-Hop, Discofox                   | 17 | 15 | 11 | 10 | 7  | 16 | 8  | 7 +6 2 |          |          |             |             | 11,38     |
| Ralf Bauer & Oana Nechiti            | 8     | Freestyle                           | 14 | 22 | 14 | 27 | 21 | 19 | 18 | –      |          |          |             |             | 19,29     |
| Beatrice Richter & Vadim Garbuzov    | 9     | Paso Doble                          | 13 | 17 | 13 | 16 | 18 | 12 |    |        |          |          |             |             | 14,83     |
| Detlef Steves & Isabel Edvardsson    | 10    | Paso Doble                          | 7  | 10 | 13 | 11 | 11 |    |    |        |          |          |             |             | 10,40     |
| Miloš Vuković & Cathrin Hissnauer    | 11    | Salsa                               | 21 | 16 | 12 | 9  |    |    |    |        |          |          |             |             | 14,50     |
| Panagiota Petridou & Sergiu Luca     | 12    | Cha-Cha-Cha                         | 15 | 8  | 10 |    |    |    |    |        |          |          |             |             | 11,00     |
| Cora Schumacher & Erich Klann        | 13    | Jive                                | 9  | 7  |    |    |    |    |    |        |          |          |             |             | 08,00     |
| Cathy Fischer & Marius Iepure        | 14    | Cha-Cha-Cha                         | 9  |    |    |    |    |    |    |        |          |          |             |             | 09,00     |

Grüne Zahlen: höchste erreichte Jury-Punktzahl der Show
Rote Zahlen: niedrigste erreichte Jury-Punktzahl der Show
Nach Jury- und Zuschauervoting Letztplatzierte
Krankheitsbedingte Aufgabe
* Punkte in Normalgröße: Wertungen in Standardtänzen oder vergleichbaren Tänzen (bilden Durchschnittswert)
* Punkte in Kleinschrift in oberer Zeile: Wertungen für Sondertänze
* Punkte in Kleinschrift in unterer Zeile: Zusammensetzung der Gesamtwertung bei zwei oder mehr Standardtänzen
1 Das Endergebnis setzt sich aus der Wertung für einen Paartanz und zusätzlichen 1–10 Punkten für den Discofox-Marathon zusammen.
2 Katja Burkard rückte am 4. Mai für den zurückgetretenen Ralf Bauer nach.

## Einzelne Tanzwochen
| Tanzpaar                             | Tanz             | Musik                                                           |
| ------------------------------------ | ---------------- | --------------------------------------------------------------- |
| Thomas Drechsel & Regina Murtasina   | Cha-Cha-Cha      | Cro – Traum                                                     |
| Minh-Khai Phan-Thi & Massimo Sinató  | Quickstepp       | Emilíana Torrini – Jungle Drum                                  |
| Detlef Steves & Isabel Edvardsson    | Cha-Cha-Cha      | Boney M. – Rasputin                                             |
| Katja Burkard & Paul Lorenz          | Langsamer Walzer | Eurythmics – There Must Be an Angel (Playing with My Heart)     |
| Cathy Fischer & Marius Iepure        | Cha-Cha-Cha      | Icona Pop feat. Charli XCX – I Love It                          |
| Matthias Steiner & Ekaterina Leonova | Langsamer Walzer | Elvis Presley – Can’t Help Falling in Love                      |
| Ralf Bauer & Oana Nechiti            | Quickstepp       | Sasha – Good Days                                               |
| Beatrice Richter & Vadim Garbuzov    | Cha-Cha-Cha      | Elton John & Kiki Dee – Don’t Go Breaking My Heart              |
| Panagiota Petridou & Sergiu Luca     | Quickstepp       | Mark Ronson feat. Amy Winehouse – Valerie                       |
| Hans Sarpei & Kathrin Menzinger      | Cha-Cha-Cha      | Andreas Bourani – Auf uns                                       |
| Miloš Vuković & Cathrin Hissnauer    | Langsamer Walzer | James Blunt – You’re Beautiful                                  |
| Daniel Küblböck & Otlile Mabuse      | Quickstepp       | John Travolta & Olivia Newton-John – You’re the One That I Want |
| Enissa Amani & Christian Polanc      | Cha-Cha-Cha      | Meghan Trainor – All About That Bass                            |
| Cora Schumacher & Erich Klann        | Langsamer Walzer | Labrinth feat. Emeli Sandé – Beneath Your Beautiful             |

| Tanzpaar                             | Tanz    | Musik                                                              |
| ------------------------------------ | ------- | ------------------------------------------------------------------ |
| Matthias Steiner & Ekaterina Leonova | Jive    | Queen – Crazy Little Thing Called Love                             |
| Panagiota Petridou & Sergiu Luca     | Rumba   | Madilyn Bailey – Titanium                                          |
| Miloš Vuković & Cathrin Hissnauer    | Jive    | Cro – Einmal um die Welt                                           |
| Ralf Bauer & Oana Nechiti            | Rumba   | Mariah Carey & Westlife – Against All Odds (Take a Look at Me Now) |
| Beatrice Richter & Vadim Garbuzov    | Slowfox | Chris Norman & Suzi Quatro – Stumblin’ In                          |
| Thomas Drechsel & Regina Murtasina   | Slowfox | The Temptations – My Girl                                          |
| Cora Schumacher & Erich Klann        | Jive    | Taylor Swift – Shake It Off                                        |
| Detlef Steves & Isabel Edvardsson    | Rumba   | Bryan Adams – (Everything I Do) I Do It for You                    |
| Minh-Khai Phan-Thi & Massimo Sinató  | Rumba   | Beyoncé – If I Were a Boy                                          |
| Katja Burkard & Paul Lorenz          | Jive    | Ray Charles – Shake a Tail Feather                                 |
| Hans Sarpei & Kathrin Menzinger      | Slowfox | Nat King Cole – L-O-V-E                                            |
| Daniel Küblböck & Otlile Mabuse      | Rumba   | Gary Jules feat. Michael Andrews – Mad World                       |
| Enissa Amani & Christian Polanc      | Slowfox | Amy Winehouse – Back to Black                                      |

| Tanzpaar                             | Tanz         | Musik                                                            |
| ------------------------------------ | ------------ | ---------------------------------------------------------------- |
| Thomas Drechsel & Regina Murtasina   | Paso Doble   | Duran Duran – The Wild Boys                                      |
| Panagiota Petridou & Sergiu Luca     | Cha-Cha-Cha  | The Weather Girls – It’s Raining Men                             |
| Daniel Küblböck & Otlile Mabuse      | Contemporary | Falco – Jeanny                                                   |
| Katja Burkard & Paul Lorenz          | Rumba        | Spandau Ballet – True                                            |
| Detlef Steves & Isabel Edvardsson    | Quickstepp   | Opus – Live Is Life                                              |
| Beatrice Richter & Vadim Garbuzov    | Contemporary | Alphaville – Forever Young                                       |
| Matthias Steiner & Ekaterina Leonova | Rumba        | Münchener Freiheit – Ohne dich (schlaf ich heut Nacht nicht ein) |
| Miloš Vuković & Cathrin Hissnauer    | Paso Doble   | Visage – Fade to Grey                                            |
| Enissa Amani & Christian Polanc      | Tango        | Pet Shop Boys – West End Girls                                   |
| Ralf Bauer & Oana Nechiti            | Slowfox      | F. R. David – Words                                              |
| Hans Sarpei & Kathrin Menzinger      | Tango        | Depeche Mode – Personal Jesus                                    |
| Minh-Khai Phan-Thi & Massimo Sinató  | Contemporary | Sinéad O’Connor – Nothing Compares 2 U                           |

| Tanzpaar                             | Tanz        | Musik                                                 |
| ------------------------------------ | ----------- | ----------------------------------------------------- |
| Katja Burkard & Paul Lorenz          | Quickstepp  | The Puppini Sisters – Mr. Sandman                     |
| Thomas Drechsel & Regina Murtasina   | Rumba       | Sam Smith – Stay with Me                              |
| Miloš Vuković & Cathrin Hissnauer    | Salsa       | Santana feat. Rob Thomas – Smooth                     |
| Minh-Khai Phan-Thi & Massimo Sinató  | Hip-Hop     | will.i.am feat. Britney Spears – Scream & Shout       |
| Daniel Küblböck & Otlile Mabuse      | Cha-Cha-Cha | Bee Gees – Tragedy                                    |
| Ralf Bauer & Oana Nechiti            | Tango       | Ángel Villoldo – El Choclo                            |
| Enissa Amani & Christian Polanc      | Salsa       | Jennifer Lopez – Let’s Get Loud                       |
| Beatrice Richter & Vadim Garbuzov    | Quickstepp  | Frank Sinatra & Ella Fitzgerald – The Lady Is a Tramp |
| Matthias Steiner & Ekaterina Leonova | Paso Doble  | Muse – Supermassive Black Hole                        |
| Detlef Steves & Isabel Edvardsson    | Salsa       | Perry Como – Papa Loves Mambo                         |
| Hans Sarpei & Kathrin Menzinger      | Hip-Hop     | Michael Jackson – Black or White                      |

| Tanzpaar                             | Tanz             | Musik                                                                                 |
| ------------------------------------ | ---------------- | ------------------------------------------------------------------------------------- |
| Ralf Bauer & Oana Nechiti            | Salsa            | Ritchie Valens – La Bamba (aus Buddy Holly)                                           |
| Beatrice Richter & Vadim Garbuzov    | Langsamer Walzer | Elaine Paige – Memory (aus Cats)                                                      |
| Thomas Drechsel & Regina Murtasina   | Jive             | Queen – Don’t Stop Me Now (aus We Will Rock You)                                      |
| Daniel Küblböck & Otlile Mabuse      | Langsamer Walzer | The Beatles – Yesterday (aus All You Need Is Love)                                    |
| Detlef Steves & Isabel Edvardsson    | Paso Doble       | Survivor – Eye of the Tiger (aus Rocky – Das Musical)                                 |
| Katja Burkard & Paul Lorenz          | Cha-Cha-Cha      | ABBA – Mamma Mia (aus Mamma Mia!)                                                     |
| Matthias Steiner & Ekaterina Leonova | Slowfox          | Udo Jürgens – Ich war noch niemals in New York (aus Ich war noch niemals in New York) |
| Minh-Khai Phan-Thi & Massimo Sinató  | Salsa            | Leonard Bernstein – America (aus West Side Story)                                     |
| Hans Sarpei & Kathrin Menzinger      | Rumba            | Peabo Bryson & Regina Belle – A Whole New World (aus Aladdin)                         |
| Enissa Amani & Christian Polanc      | Jive             | Peggy March – I Will Follow Him (aus Sister Act – ein himmlisches Musical)            |

| Tanzpaar                             | Tanz       | Musik                                         |
| ------------------------------------ | ---------- | --------------------------------------------- |
| Matthias Steiner & Ekaterina Leonova | Salsa      | Daft Punk feat. Pharrell Williams – Get Lucky |
| Beatrice Richter & Vadim Garbuzov    | Paso Doble | bond – Explosive                              |
| Hans Sarpei & Kathrin Menzinger      | Samba      | Jason Derulo feat. 2 Chainz – Talk Dirty      |
| Katja Burkard & Paul Lorenz          | Tango      | Caro Emerald – A Night Like This              |
| Ralf Bauer & Oana Nechiti            | Paso Doble | OneRepublic – Love Runs Out                   |
| Daniel Küblböck & Otlile Mabuse      | Hip-Hop    | Ed Sheeran – Sing                             |
| Minh-Khai Phan-Thi & Massimo Sinató  | Tango      | Chicago-Cast – Cell Block Tango               |
| Enissa Amani & Christian Polanc      | Rumba      | Eva Cassidy – Time After Time                 |
| Thomas Drechsel & Regina Murtasina   | Samba      | Tom Jones – It’s Not Unusual                  |

| Tanzpaar                             | Tanz      | Musik                                                                            |
| ------------------------------------ | --------- | -------------------------------------------------------------------------------- |
| Ralf Bauer & Oana Nechiti            | Freestyle | Frank Sinatra – I Won’t Dance                                                    |
| Katja Burkard & Paul Lorenz          | Freestyle | Cher – Strong Enough                                                             |
| Matthias Steiner & Ekaterina Leonova | Freestyle | Elvis Presley – Jailhouse Rock                                                   |
| Daniel Küblböck & Otlile Mabuse      | Freestyle | Lady GaGa – Born This Way                                                        |
| Enissa Amani & Christian Polanc      | Freestyle | Medley: Marilyn Monroe – Happy Birthday, Mr. President • I Wanna Be Loved by You |
| Thomas Drechsel & Regina Murtasina   | Freestyle | Medley: Shirley Bassey – Goldfinger • Tina Turner – GoldenEye                    |
| Hans Sarpei & Kathrin Menzinger      | Freestyle | R. Kelly – I Believe I Can Fly                                                   |
| Minh-Khai Phan-Thi & Massimo Sinató  | Freestyle | Michael Jackson – Billie Jean                                                    |

| Tanzpaar                             | Tanz       | Musik |
| ------------------------------------ | ---------- | --- |
| Daniel Küblböck & Otlile Mabuse      | Samba      | Ricky Martin – Livin’ la vida loca |
| Matthias Steiner & Ekaterina Leonova | Quickstepp | Robbie Williams feat. Olly Murs – I Wan’na Be Like You |
| Hans Sarpei & Kathrin Menzinger      | Jive       | Jan Delay – Oh Jonny |
| Enissa Amani & Christian Polanc      | Paso Doble | Paco Peña, Guillermo Basilisco, Ely „La Gambita“ & Antonia Gómez – Zorongo |
| Thomas Drechsel & Regina Murtasina   | Tango      | Max Raabe – Kein Schwein ruft mich an |
| Minh-Khai Phan-Thi & Massimo Sinató  | Slowfox    | Rihanna feat. Mikky Ekko – Stay |
| Katja Burkard & Paul Lorenz          | Hip-Hop    | Milli Vanilli – Girl You Know It’s True |
|                                      |            | |
| alle Paare                           | Discofox   | Medley: Tim Toupet – … So ein schöner Tag (Fliegerlied) • Axel Fischer feat. Cora – Amsterdam • Wolfgang Petry – Verlieben, verloren, vergessen, verzeih’n • Beatrice Egli – Mein Herz • Andrea Berg – Du hast mich tausendmal belogen • Frauenarzt & Manny Marc – Das geht ab! (Wir feiern die ganze Nacht) • Helene Fischer – Ich will immer wieder … dieses Fieber spür’n |

| Tanzpaar                                                             | Tanz             | Musik                                                              |
| -------------------------------------------------------------------- | ---------------- | ------------------------------------------------------------------ |
| Matthias Steiner & Ekaterina Leonova                                 | Hip-Hop          | N-Trance feat. Ricardo Da Force – Stayin’ Alive                    |
| Daniel Küblböck & Otlile Mabuse                                      | Tango            | Prince and The Revolution – When Doves Cry                         |
| Minh-Khai Phan-Thi & Massimo Sinató                                  | Cha-Cha-Cha      | Olly Murs feat. Travie McCoy – Wrapped Up                          |
| Hans Sarpei & Kathrin Menzinger                                      | Paso Doble       | Woodkid – Run Boy Run                                              |
| Thomas Drechsel & Regina Murtasina                                   | Contemporary     | Andreas Bourani – Auf anderen Wegen                                |
| Enissa Amani & Christian Polanc                                      | Langsamer Walzer | Birdy – People Help the People                                     |
|                                                                      |                  |                                                                    |
| Hans Sarpei & Kathrin Menzinger Matthias Steiner & Ekaterina Leonova | Charleston       | will.i.am – Bang Bang                                              |
| Thomas Drechsel & Regina Murtasina Daniel Küblböck & Otlile Mabuse   | Rock’n’Roll      | The Beach Boys – Surfin’ USA                                       |
| Enissa Amani & Christian Polanc Minh-Khai Phan-Thi & Massimo Sinató  | Bollywood        | Shankar Mahadevan, Ravi „Rags“ Khote & Loy Mendonsa – Pretty Woman |

| Tanzpaar                             | Tanz             | Musik                                                                |
| ------------------------------------ | ---------------- | -------------------------------------------------------------------- |
| Hans Sarpei & Kathrin Menzinger      | Quickstepp       | Parov Stelar – All Night                                             |
| Hans Sarpei & Kathrin Menzinger      | Contemporary     | The Weeknd – Earned It                                               |
| Thomas Drechsel & Regina Murtasina   | Hip-Hop          | Die Fantastischen Vier – Die da!?!                                   |
| Thomas Drechsel & Regina Murtasina   | Quickstepp       | Sailor – Girls, Girls, Girls                                         |
| Matthias Steiner & Ekaterina Leonova | Cha-Cha-Cha      | Prince and The Revolution – Kiss                                     |
| Matthias Steiner & Ekaterina Leonova | Samba            | Juanes – La camisa negra                                             |
| Minh-Khai Phan-Thi & Massimo Sinató  | Langsamer Walzer | Christina Perri – Jar of Hearts                                      |
| Minh-Khai Phan-Thi & Massimo Sinató  | Jive             | Ray Charles – Hit the Road Jack                                      |
| Enissa Amani & Christian Polanc      | Samba            | Pitbull feat. Jennifer Lopez & Claudia Leitte – We Are One (Ole Ola) |
| Enissa Amani & Christian Polanc      | Contemporary     | Sia – Chandelier                                                     |

| Tanzpaar                             | Tanz                        | Musik                                                                   |
| ------------------------------------ | --------------------------- | ----------------------------------------------------------------------- |
| Enissa Amani & Christian Polanc      | Quickstepp                  | Emeli Sandé & The Bryan Ferry Orchestra – Crazy in Love                 |
| Enissa Amani & Christian Polanc      | Hip-Hop                     | The Pussycat Dolls feat. Busta Rhymes – Don’t Cha                       |
| Enissa Amani & Christian Polanc      | Cha-Cha-Cha (Improvisation) | Carly Rae Jepsen – Call Me Maybe                                        |
| Hans Sarpei & Kathrin Menzinger      | Salsa                       | Miami Sound Machine – Dr. Beat                                          |
| Hans Sarpei & Kathrin Menzinger      | Langsamer Walzer            | Eros Ramazzotti & Anastacia – I Belong to You (Il ritmo della passione) |
| Hans Sarpei & Kathrin Menzinger      | Cha-Cha-Cha (Improvisation) | Marvin Gaye feat. Tammi Terrell – Ain’t No Mountain High Enough         |
| Matthias Steiner & Ekaterina Leonova | Tango                       | Bruno Mars – Grenade                                                    |
| Matthias Steiner & Ekaterina Leonova | Contemporary                | Mary J. Blige & U2 – One                                                |
| Matthias Steiner & Ekaterina Leonova | Rumba (Improvisation)       | Phil Collins – You’ll Be in My Heart                                    |
| Minh-Khai Phan-Thi & Massimo Sinató  | Samba                       | Mika – Boum Boum Boum                                                   |
| Minh-Khai Phan-Thi & Massimo Sinató  | Paso Doble                  | Georges Bizet – Les Toréadors                                           |
| Minh-Khai Phan-Thi & Massimo Sinató  | Rumba (Improvisation)       | Olly Murs – Dear Darlin’                                                |

| Tanzpaar                             | Tanz         | Musik |
| ------------------------------------ | ------------ | --- |
| Matthias Steiner & Ekaterina Leonova | Salsa        | Harry Belafonte – Jump in the Line (Shake, Senora)                                                                                               |
| Matthias Steiner & Ekaterina Leonova | Quickstepp   | Robbie Williams feat. Olly Murs – I Wan’na Be Like You                                                                                           |
| Matthias Steiner & Ekaterina Leonova | Freestyle    | Medley aus Andreas-Gabalier-Songs |
| Minh-Khai Phan-Thi & Massimo Sinató  | Quickstepp   | Amy Winehouse – Rehab |
| Minh-Khai Phan-Thi & Massimo Sinató  | Contemporary | Sinéad O’Connor – Nothing Compares 2 U |
| Minh-Khai Phan-Thi & Massimo Sinató  | Freestyle    | Medley aus Gladiator |
| Hans Sarpei & Kathrin Menzinger      | Samba        | Lionel Richie – All Night Long (All Night) |
| Hans Sarpei & Kathrin Menzinger      | Hip-Hop      | Michael Jackson – Black or White |
| Hans Sarpei & Kathrin Menzinger      | Freestyle    | Afrika-Medley: USA for Africa – We Are the World • Michael Jackson – Earth Song • Shakira feat. Freshlyground – Waka Waka (This Time for Africa) |

## Tanztabelle
| Paar                 | Show 1           | Show 2  | Show 3         | Show 4      | Show 5           | Show 6     | Show 7    | Show 8     | Show 8            | Show 9           | Show 9      | Show 10          | Show 10        | Show 11    | Show 11          | Show 11                     | Show 12     | Show 12        | Show 12     |
| -------------------- | ---------------- | ------- | -------------- | ----------- | ---------------- | ---------- | --------- | ---------- | ----------------- | ---------------- | ----------- | ---------------- | -------------- | ---------- | ---------------- | --------------------------- | ----------- | -------------- | ----------- |
| Hans & Kathrin       | Cha-Cha-Cha      | Slowfox | Tango          | Hip-Hop     | Rumba            | Samba      | Freestyle | Jive       | Discofox-Marathon | Paso Doble       | Charleston  | Quickstepp       | Contem- porary | Salsa      | Langsamer Walzer | Cha-Cha-Cha (Improvisation) | Samba       | Hip-Hop        | Freestyle   |
| Minh-Khai & Massimo  | Quickstepp       | Rumba   | Contem- porary | Hip-Hop     | Salsa            | Tango      | Freestyle | Slowfox    | Discofox-Marathon | Cha-Cha-Cha      | Bollywood   | Langsamer Walzer | Jive           | Samba      | Paso Doble       | Rumba (Improvisation)       | Quickstepp  | Contem- porary | Freestyle   |
| Matthias & Ekaterina | Langsamer Walzer | Jive    | Rumba          | Paso Doble  | Slowfox          | Salsa      | Freestyle | Quickstepp | Discofox-Marathon | Hip-Hop          | Charleston  | Cha-Cha-Cha      | Samba          | Tango      | Contem- porary   | Rumba (Improvisation)       | Salsa       | Quickstepp     | Freestyle   |
| Enissa & Christian   | Cha-Cha-Cha      | Slowfox | Tango          | Salsa       | Jive             | Rumba      | Freestyle | Paso Doble | Discofox-Marathon | Langsamer Walzer | Bollywood   | Samba            | Contem- porary | Quickstepp | Hip-Hop          | Cha-Cha-Cha (Improvisation) |             |                |             |
| Thomas & Regina      | Cha-Cha-Cha      | Slowfox | Paso Doble     | Rumba       | Jive             | Samba      | Freestyle | Tango      | Discofox-Marathon | Contem- porary   | Rock'n'Roll | Hip-Hop          | Quickstepp     |            |                  |                             |             |                |             |
| Daniel & Otlile      | Quickstepp       | Rumba   | Contem- porary | Cha-Cha-Cha | Langsamer Walzer | Hip-Hop    | Freestyle | Samba      | Discofox-Marathon | Tango            | Rock'n'Roll |                  |                |            |                  |                             |             |                |             |
| Katja & Paul         | Langsamer Walzer | Jive    | Rumba          | Quickstepp  | Cha-Cha-Cha      | Tango      | Freestyle | Hip-Hop    | Discofox-Marathon |                  |             |                  |                |            |                  |                             |             |                |             |
| Ralf & Oana          | Quickstepp       | Rumba   | Slowfox        | Tango       | Salsa            | Paso Doble | Freestyle |            |                   |                  |             |                  |                |            |                  |                             |             |                |             |
| Beatrice & Vadim     | Cha-Cha-Cha      | Slowfox | Contem- porary | Quickstepp  | Langsamer Walzer | Paso Doble |           |            |                   |                  |             |                  |                |            |                  |                             |             |                |             |
| Detlef & Isabel      | Cha-Cha-Cha      | Rumba   | Quickstepp     | Salsa       | Paso Doble       |            |           |            |                   |                  |             |                  |                |            |                  |                             |             |                |             |
| Miloš & Cathrin      | Langsamer Walzer | Jive    | Paso Doble     | Salsa       |                  |            |           |            |                   |                  |             |                  |                |            |                  |                             |             |                |             |
| Panagiota & Sergiu   | Quickstepp       | Rumba   | Cha-Cha-Cha    |             |                  |            |           |            |                   |                  |             |                  |                |            |                  |                             |             |                |             |
| Cora & Erich         | Langsamer Walzer | Jive    |                |             |                  |            |           |            |                   |                  |             |                  |                |            |                  |                             |             |                |             |
| Cathy & Marius       | Cha-Cha-Cha      |         |                |             |                  |            |           |            |                   |                  |             |                  |                |            |                  |                             | Cha-Cha-Cha | Cha-Cha-Cha    | Cha-Cha-Cha |

Höchste Bewertung00Niedrigste Bewertung00Paar ist ausgeschieden00Nichtbewerteter Finaltanz

## Höchste und niedrigste Bewertung

### Nach Tanz
| Tanz             | Bester Promi             | Punktzahl | Schlechtester Promi         | Punktzahl |
| ---------------- | ------------------------ | --------- | --------------------------- | --------- |
| Bollywood        | Enissa Amani             | 27        | Minh-Khai Phan-Thi          | 25        |
| Cha-Cha-Cha      | Hans Sarpei              | 28        | Detlef Steves Katja Burkard | 7         |
| Charleston       | Hans Sarpei              | 23        | Matthias Steiner            | 20        |
| Contemporary     | Minh-Khai Phan-Thi       | 30        | Beatrice Richter            | 13        |
| Discofox         | Daniel Küblböck          | 10 von 10 | Matthias Steiner            | 1 von 10  |
| Freestyle        | Minh-Khai Phan-Thi       | 30        | Katja Burkard               | 8         |
| Hip-Hop          | Hans Sarpei              | 29        | Katja Burkard               | 7         |
| Jive             | Thomas Drechsel          | 28        | Cora Schumacher             | 7         |
| Langsamer Walzer | Hans Sarpei              | 29        | Cora Schumacher             | 9         |
| Paso Doble       | Enissa Amani             | 29        | Detlef Steves               | 11        |
| Quickstepp       | Matthias Steiner         | 29        | Katja Burkard               | 13        |
| Rock'n'Roll      | Thomas Drechsel          | 18        | Daniel Küblböck             | 17        |
| Rumba            | Minh-Khai Phan-Thi       | 28        | Panagiota Petridou          | 8         |
| Salsa            | Enissa Amani             | 27        | Miloš Vuković               | 9         |
| Samba            | Enissa Amani             | 29        | Thomas Drechsel             | 11        |
| Slowfox          | Hans Sarpei Enissa Amani | 23        | Thomas Drechsel             | 13        |
| Tango            | Minh-Khai Phan-Thi       | 28        | Daniel Küblböck             | 14        |

Punktezahlen nach drei, zwei oder einer 10-Punkte-Skala der Jury

### Nach Paar
| Tanzpaar             | Höchstbewerteter Tanz              | Punktzahl | Niedrigstbewerteter Tanz | Punktzahl |
| -------------------- | ---------------------------------- | --------- | ------------------------ | --------- |
| Beatrice & Vadim     | Langsamer Walzer                   | 18        | Paso Doble               | 12        |
| Cathy & Marius       | Cha-Cha-Cha                        | 9         | Cha-Cha-Cha              | 9         |
| Cora & Erich         | Langsamer Walzer                   | 9         | Jive                     | 7         |
| Daniel & Otlile      | Contemporary                       | 20        | Cha-Cha-Cha              | 12        |
| Detlef & Isabel      | Quickstepp                         | 13        | Cha-Cha-Cha              | 7         |
| Enissa & Christian   | Paso Doble Samba Contemporary      | 29        | Tango Rumba Freestyle    | 19        |
| Hans & Kathrin       | Langsamer Walzer Hip-Hop Freestyle | 29        | Samba                    | 13        |
| Katja & Paul         | Langsamer Walzer                   | 17        | Cha-Cha-Cha Hip-Hop      | 7         |
| Matthias & Ekaterina | Quickstepp                         | 29        | Langsamer Walzer Salsa   | 13        |
| Miloš & Cathrin      | Langsamer Walzer                   | 21        | Salsa                    | 9         |
| Minh-Khai & Massimo  | 2× Contemporary Freestyle          | 30        | Quickstepp Cha-Cha-Cha   | 16        |
| Panagiota & Sergiu   | Quickstepp                         | 15        | Rumba                    | 8         |
| Ralf & Oana          | Tango                              | 27        | Quickstepp Slowfox       | 14        |
| Thomas & Regina      | Jive                               | 28        | Samba                    | 11        |